# Jo Su-Hee
Jo Su-Hee es una deportista surcoreana que compitió en judo. Ganó dos medallas en los Juegos Asiáticos de 2002 y dos medallas en el Campeonato Asiático de Judo, en los años 2001 y 2004.

## Palmarés internacional
| Juegos Asiáticos    | Juegos Asiáticos      | Juegos Asiáticos  | Juegos Asiáticos |
| Año                 | Lugar                 | Medalla           | Categoría        |
| ------------------- | --------------------- | ----------------- | ---------------- |
| 2002                | Busan (Corea del Sur) | Medalla de oro    | –78 kg           |
| 2002                | Busan (Corea del Sur) | Medalla de bronce | Abierta          |
| Campeonato Asiático |                       |                   |                  |
| Año                 | Lugar                 | Medalla           | Categoría        |
| 2001                | Ulán Bator (Mongolia) | Medalla de oro    | –78 kg           |
| 2004                | Almatý (Kazajistán)   | Medalla de bronce | –78 kg           |